# Оморани
Оморани (мкд. Оморани) су насеље у Северној Македонији, у средишњем државе. Оморани припадају општини Чашка.

## Географија
Оморани су смештени у средишњем делу Северне Македоније. Од најближег већег града, Велеса, насеље је удаљено 28 km јужно.
Насеље Оморани се налази у историјској области Азот. Насеље је смештено у долини реке Бабуне. Јужно од насеља издиже се планина Бабуна. Надморска висина насеља је приближно 360 метара.
Месна клима је континентална.

## Историја
У месту је постојала српска народна школа 1874-1893. године. Касније је поново отворена.

## Становништво
Оморани су према последњем попису из 2002. године имали 143 становника.
Према истом попису претежно становништво у насељу су етнички Македонци (98%).
Већинска вероисповест је православље.